# フェノール類

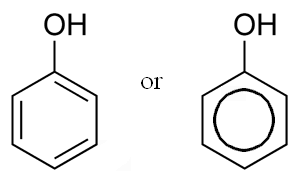
フェノールは最も単純な構造のフェノール類である

有機化学において、フェノール類（フェノールるい、phenols）は芳香族置換基上にヒドロキシ基を持つ有機化合物を指す。フェノール類のうち最も単純なものはフェノール C6H5OH である。複数のヒドロキシ基を有するものはポリフェノールと呼ばれる。フェノール類を指して phenolic acids と表現することもできるが、この場合はしばしば phenol carboxylic acids とは区別される。
フェニル基とヒドロキシ基を合成した化合物とも言い換えることができる。
構造上ヒドロキシ基を有するという点でアルコールと類似するが、置換している基が飽和炭化水素でなく芳香族であることに由来する特徴的な性質を持つため、フェノール類は普通アルコールには分類されない。すなわち、フェノール類のヒドロキシ基はアルコールのそれよりも水素イオン H+ を解離させ、−O− イオンになりやすい傾向を持つ。これは酸素原子上の負電荷が共鳴によって芳香環上に分散され、安定化されるためである。
フェノール類のヒドロキシ基の酸性度はアルコールとカルボン酸の中間程度で、pKaはおよそ10から12である。プロトンを失ったアニオンはフェノラートと呼ばれる。
フェノール類のうちある種のものは殺菌効果を持ち、消毒薬に配合される。女性ホルモン様の作用を持つものや内分泌攪乱化学物質であるものも存在する。

## 合成法
実験室でフェノール類を合成する反応として、以下のものが知られる。
- フリース転位によるエステルの転位。
- バンバーガー転位によるN-フェニルヒドロキシルアミンの転位。
- フェノール類のエステルやエーテルの加水分解。
- キノンの還元。
- 亜硫酸水素ナトリウムと水を用いた、芳香族アミンのヒドロキシ基による置換を起こすブヒャラー反応 (Bucherer reaction)。
- ジアゾニウム塩の加水分解。
- 酸触媒による環状不飽和ケトンのジエノン-フェノール転位。

## 反応
以下に示すように、様々な反応が知られる。
- エステル化およびエーテルの生成。
- ヒドロキシ基が活性化基として作用することを利用した芳香族求電子置換反応。カリックスアレーンの合成などにも使われる反応である[1]。
- 亜硫酸水素ナトリウムを用いたナフトールとヒドラジンの反応であるブヒャラーカルバゾール合成 (Bucherer carbazole synthesis)。
- 酸化的開裂。例えばピリジン中酸素と塩化銅の存在下で、1,2-ジヒドロキシベンゼンから 2,4-ヘキサンジカルボン酸モノメチルエステルが得られる[2]。
- トイバー反応 (Teuber reaction)、すなわち酸化的脱芳香族化によるキノンの生成。酸化剤としてフレミー塩[3]やオキソン[4]が使われる。
- エルブス過硫酸酸化によるベンゼンジオールの生成。
- フェノラートは金属カチオンに対する配位子である。

## 主なフェノール類
- フェノール — 親化合物。消毒剤や化学合成に用いられる。
- ジブチルヒドロキシトルエン (BHT) — 脂溶性の抗酸化剤、食品添加物。
- ビスフェノールA (BPA) — 合成樹脂の原料。内分泌攪乱化学物質。
- クレゾール — コールタールやクレオソート油に含まれる。
- エストラジールなどのエストロゲン — ホルモン。
- オイゲノール — クローブの精油の主成分。
- 没食子酸 — 多くの植物に含まれる。水溶性タンニンの基本骨格。
- グアイアコール — 焙煎したコーヒー豆、ウイスキーなどに含まれる煙のようなにおいの成分。
- ピクリン酸 — 爆発物。
- フェノールフタレイン — 酸塩基指示薬。
- セロトニン、ドーパミン、アドレナリン、ノルアドレナリン — 神経伝達物質。
- チモール — うがい薬に含まれる殺菌剤。
- チロシン — アミノ酸の1つ。

### 医薬品
- カンナビノイド — 大麻に含まれる成分。
- ジエチルスチルベストロール — スチルベン骨格を持つ合成エストロゲン。
- L-ドーパ — パーキンソン病の治療薬。
- サリチル酸メチル — シラタマノキ属 (Gaultheria) の精油に含まれる。消炎剤、鎮痛剤に用いられる。
- プロポフォール — 点滴静脈注射で投与される麻酔剤。
- シロシン — シビレタケ属のキノコに含まれる、幻覚剤の効果を持つアルカロイド。
- サリチル酸 — 鎮痛剤、解熱薬、抗炎症薬としての効果を持つ植物ホルモン。アスピリン（アセチルサリチル酸）の前駆体。